# Eurospace
Eurospace – stowarzyszenie non-profit przedsiębiorstw przemysłu kosmicznego; członek AeroSpace and Defence Industries Association of Europe; utworzone w 1961 we Francji. Zajmuje się szeroko pojętą problematyką przemysłu aeronautycznego i kosmicznego.
Budżet organizacji wynosi ok. 800 000 euro rocznie. Około 70% tej kwoty pochodzi ze składek członkowskich. Pozostała, z kontraktów z europejskimi agencjami kosmicznymi i Unią Europejską.
Grupy robocze i panele Eurospace:
- komitet polityki ds. przestrzeni kosmicznej
- bezpieczeństwo i obronność
- GMES - obserwacje Ziemi
- nawigacja (system Galileo)
- ECSS - sprawy standaryzacji w przemyśle kosmicznym
- EEE parts and components - Eurospace jest sygnatariuszem karty ESCC (ESCC Charter)
- badania i technologie - Eurospace jest oficjalnym przedstawicielem przemysłu w Europejskim Procesie Harmonizacji Technologii Kosmicznej (European Space Technology Harmonisation process)
- Space Industry Markets - rynki przemysłu kosmicznego
- IPR and Legal Affairs - sprawy prawne, urzędowe i public relation